# 者竜乡
者竜乡，是中华人民共和国云南省玉溪市新平彝族傣族自治县下辖的一个乡镇级行政单位。

## 行政区划
者竜乡下辖以下地区：
庆丰社区、竹箐村、向阳村、者竜村、渔科村、春元村、腰村和鹅毛村。